# Aert Schouman
Aert Schouman ou Aart Schouman (4 mars 1710 - 5 juillet 1792) est un peintre du XVIIIe siècle de la République néerlandaise.

## Biographie
Schouman est né à Dordrecht. À l'âge de 15 ans, il est apprenti de l'artiste de Dordrecht Adriaan van der Burg, avec Cornelis Greenwood, le fils de son professeur de gravure sur verre, Frans Greenwood. Schouman est inhabituel parmi les peintres en ce sens qu'il tient un journal détaillé de sa vie professionnelle du 16 octobre 1733 au 16 novembre 1753. Il prend son premier élève en 1733 et continue à enseigner tout au long sa vie. De 1742 à 1792, il est chef de la guilde de Saint-Luc de Dordrecht, et en 1751, il devient régent de l'école de dessin de La Haye associée à la Confrérie Pictura de La Haye. En 1736, il fonde la "Confrérie" de la Confrerie à La Haye, une fraternité d'amateurs d'art amateurs de Dordrecht et des environs, dont il est chef pendant les années 1752–1762.
Schouman est un artiste de premier plan en Zélande entre 1735 et 1785. Pendant cette période, il vit et travaille à Dordrecht, La Haye et Middelbourg et enseigne à des élèves de Dordrecht et de La Haye. Il voyage en Angleterre deux fois et rassemble une importante collection de peintures. Il est un peintre hollandais prolifique et polyvalent, graveur sur verre, graveur, collectionneur et marchand, qui produit des natures mortes, des thèmes bibliques et mythologiques, des études d'histoire naturelle, des scènes de genre, des œuvres historiques et topographiques, des portraits, des croquis, des gravures et des manières noires. Il dessine des tapisseries, peint des tentures murales et décore des objets tels que des éventails, des tabatières et même les vitraux d'une lanterne magique. Il a pour élèves Wouter Dam, Jabes Heenck, Dirk Kuipers, Pieter Willem van Megen, Nicolaes Muys, Jan van Os, Joris Ponse, Martinus Schouman (son petit-neveu), Jan Willem Snoek, Rutger Moens Taats, Wouter Uiterlimmige, Wilhelmus Vincentius, Jacobus Vonck, et Daniël Vrijdag . Il est décédé à La Haye, âgé de 82 ans.

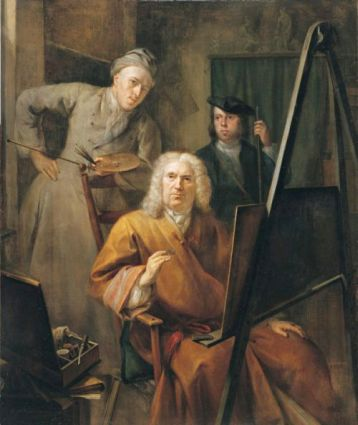
Portrait de Cornelis van Lill, son fils et le peintre (1735)

Sa peinture de Cornelis van Lill, le collectionneur d'art de Dordrecht et Maecenas, donne un aperçu de la relation entre l'artiste et le mécène.